# Sandra Mielke (Handballspielerin)
Sandra Mielke ist eine ehemalige deutsche Handballspielerin.
Die im Rückraum eingesetzte Linkshänderin wurde in der Saison 1988/89 mit dem TV Lützellinden deutsche Meisterin und trat im Europapokal der Landesmeister an. Sie wurde bundesdeutsche Juniorennationalspielerin. Zur Saison 1989/90 wechselte sie zum Bundesliga-Aufsteiger Buxtehuder SV.
In Buxtehude spielte Mielke bis 1991 in der Bundesliga, in der Saison 1989/90 unter Trainer Hans Dornbusch und 1990/91 unter Trainer Wolfgang Pötzsch. Für Buxtehude erzielte sie 81 Treffer in 43 Punktspielen.